# Kniptjärnarna, Västerbotten
Kniptjärnarna är två sjöar i Norsjö kommun i Västerbotten och ingår i Skellefteälvens huvudavrinningsområde.